# Bettina Szrama
Bettina Szrama (auch Kutsche-Szrama) (* 7. August 1952 in Meißen) ist eine Autorin historischer Kriminalromane.

## Leben
Als Szrama in der Schulzeit ein reges Interesse für Literatur und Geschichte entwickelte und ihr Kunstlehrer sie zur Dresdner Kunsthochschule schicken wollte, entschied ihr Vater, dass sie „eher in den Kuhstall“ geht. Sie studierte an der Agraringenieurschule Zierow, wurde 1975 als Agraringenieurin (FB Tierproduktion) diplomiert und war danach in den verschiedensten Bereichen der Landwirtschaft, Zoologie und auf dem Gebiet des Pferdesports tätig.
Mit dem Mauerfall bot sich die Chance, ihr schriftstellerisches Talent wieder aufleben zu lassen und sie schrieb eine kleine Tiergeschichte zu ihrer Arbeit auf der Pferderennbahn Herrenkrugwiesen. Sie absolvierte ein Literaturstudium an der Schule des Schreibens (Axel Andersson Akademie) des ILS in Hamburg. Danach folgten journalistische Tätigkeiten für Regionalzeitungen wie Dewezet Hameln, Schaumburger Nachrichten oder den Vlothoer Anzeiger sowie Tierzeitschriften.
Seit 1994 schreibt Bettina Szrama im Bereich Belletristik. Als Mitarbeiterin einer Tierzeitschrift hatte sie in Hannover über die Kampfhundszene recherchiert und daraus entwickelte sich dann der Gedanke, einen Hunderoman zu schreiben. Bei ihrem Umzug ins Weserbergland entdeckte sie das Hexennest Lemgo, wo sie das prächtige Haus des Scharfrichters faszinierte. In ihrer Begeisterung für Geschichte und Geschichten ließ sie sich in Vlotho und im Kalletal nieder, wo sie Archive und Kirchenbücher durchwühlte. Ihr erstes großes Buchmanuskript blieb zunächst in der Schublade eines Schweizer Verlages liegen. Mittlerweile lebt sie in Möllenbeck bei Rinteln. Bei einem Besuch in Köln fiel ihr das Denkmal der Katharina Henot auf, die als Hexe verbrannt wurde.

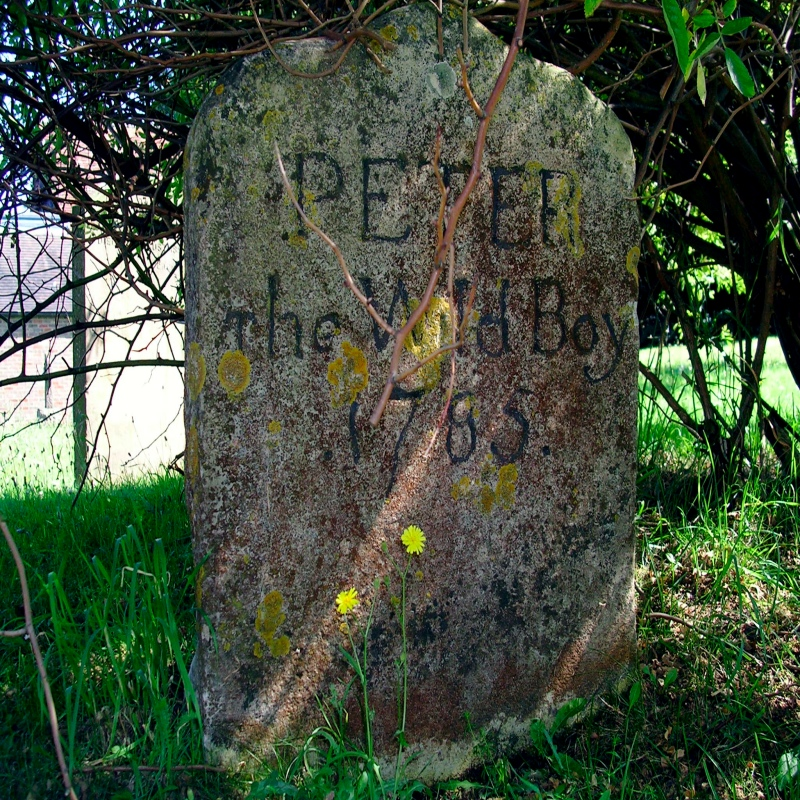
Grabstein des wilden Peter von Hameln

Zuletzt ging sie der Geschichte des verwilderten Jungen nach, den man 1724 bei Hameln fand.
Sie ist Mitglied im Freien Deutschen Autorenverband sowie der Autorengruppe HOMER Historische Literatur und engagiert sich im Tierschutz. Seit einigen Jahren folgt sie den Spuren ihrer Urgroßmutter, väterlicherseits, bis in die Zeit Augusts des Starken.

## Werke
- 1995: Trull, die Geschichte eines Boxerhundes
- 2000: Der letzte Reiter
- 2000: Die Patienten des Doktor Goldhahn
- 2001: Die Geistheilerin
- 2003: Im Zweifel für den Hund: ein Hundeabenteuer
- 2009: Die Giftmischerin
- 2010: Die Konkubine des Mörders
- 2011: Der Henker von Lemgo (um Maria Rampendahl)
- 2011: Die Hure und der Meisterdieb
- 2012: Das Mirakel von Köln
- 2015: Die Magnatin. Mein Leben am Hof der Blutgräfin Elisabeth Báthory
- 2015: Das wilde Kind von Hameln